# Frein de voie
Un frein de voie ou ralentisseur est un dispositif qui assure le freinage de wagons lancés sur les voies d’une gare de triage après la descente de la butte.

## Rôle
Le convoi composé de wagons dételés sur le faisceau de réception est poussé par une locomotive de manœuvre jusqu’au sommet de la butte d’une hauteur de 2 mètres à 3,75 mètres d’où les wagons redescendent, isolément ou par groupes, et sont aiguillés sur la voie du faisceau de triage qui correspond au convoi  auquel ils sont destinés. La vitesse doit être, dans tous les cas, suffisante pour éviter le rattrapage par les wagons arrivant à l’arrière et atteindre les tampons du wagon de queue sans arrêt en pleine voie. Cette vitesse  variable suivant le poids du wagon, le vent, la qualité du roulement étant presque toujours excessive nécessite un ralentissement pour éviter les heurts violents en arrivant à l’arrière du convoi de destination.
Ce freinage est assuré par les freins de voies actionnés par un agent de la cabine sur la butte, le « chef de butte ».
Ces freins sont constitués par des poutres longues de 15 à 20 mètres qui serrent, par commande hydraulique ou pneumatique, les bandages de roues engagées dans ces ornières entre les rails.
Actuellement, l’intensité du freinage est réglée par ordinateur en fonction de la vitesse et du poids du wagon.
Deux séries de freins sont généralement placés successivement sur le parcours, les freins de rampe  qui assurent un freinage anticipé après la mesure de vitesse et les freins en aval qui fournissent  une réserve de puissance de freinage au passage de wagons lourds.
Certains dispositifs tels que le « booster Dowty »  peuvent exercer, outre le freinage, également une action d'accélération suivant les besoins.

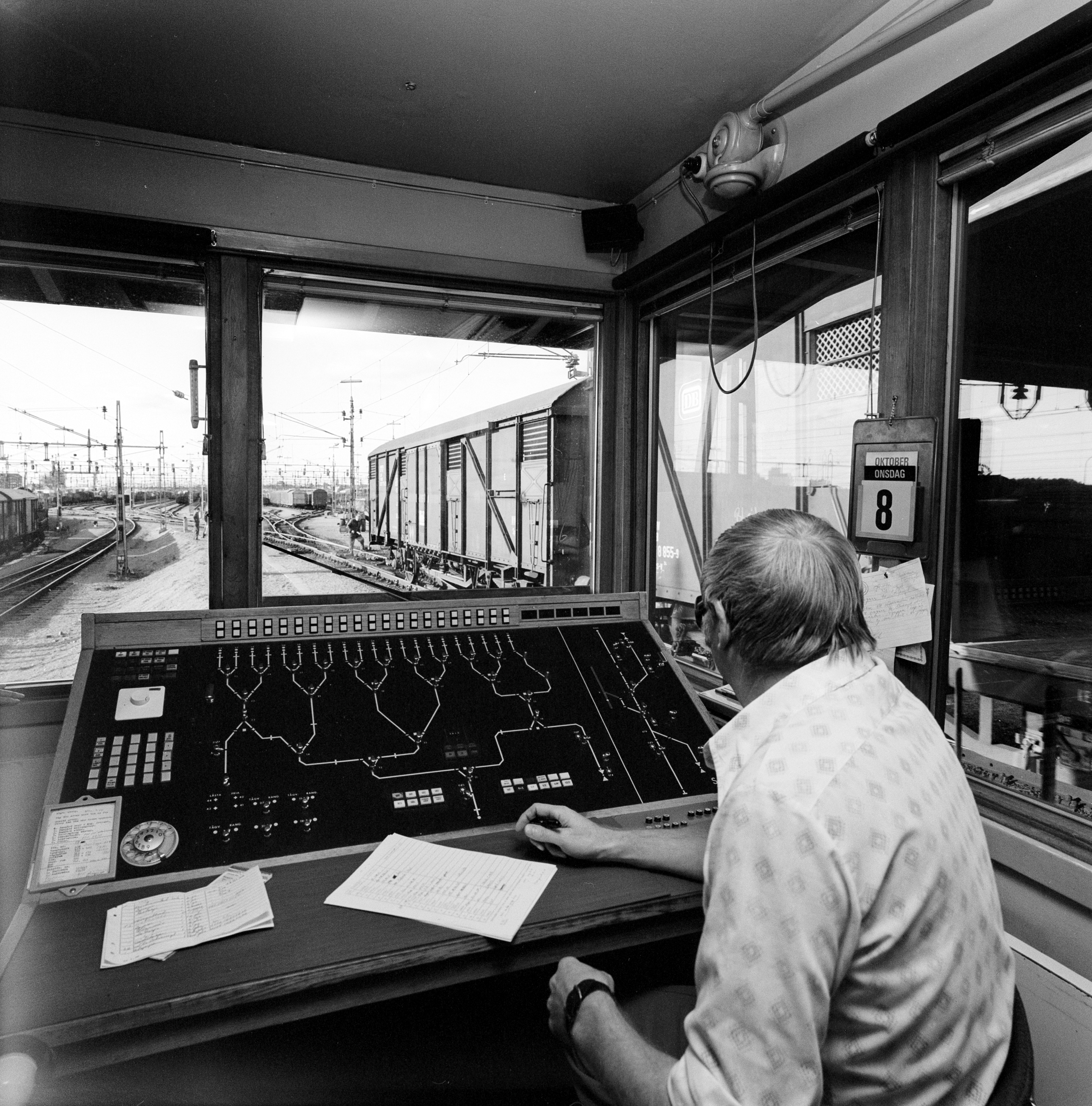
Cabine de chef de butte
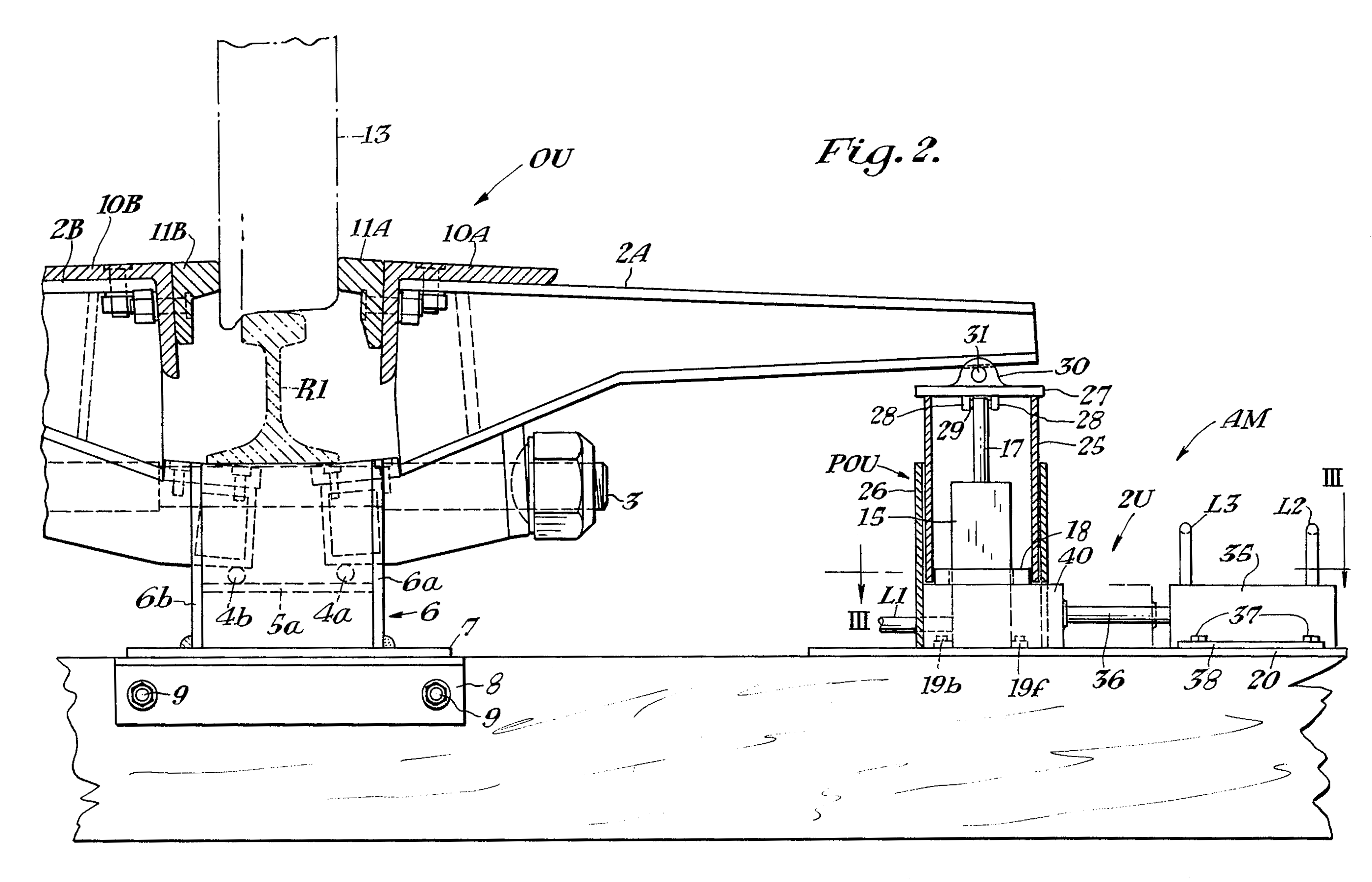
Schéma
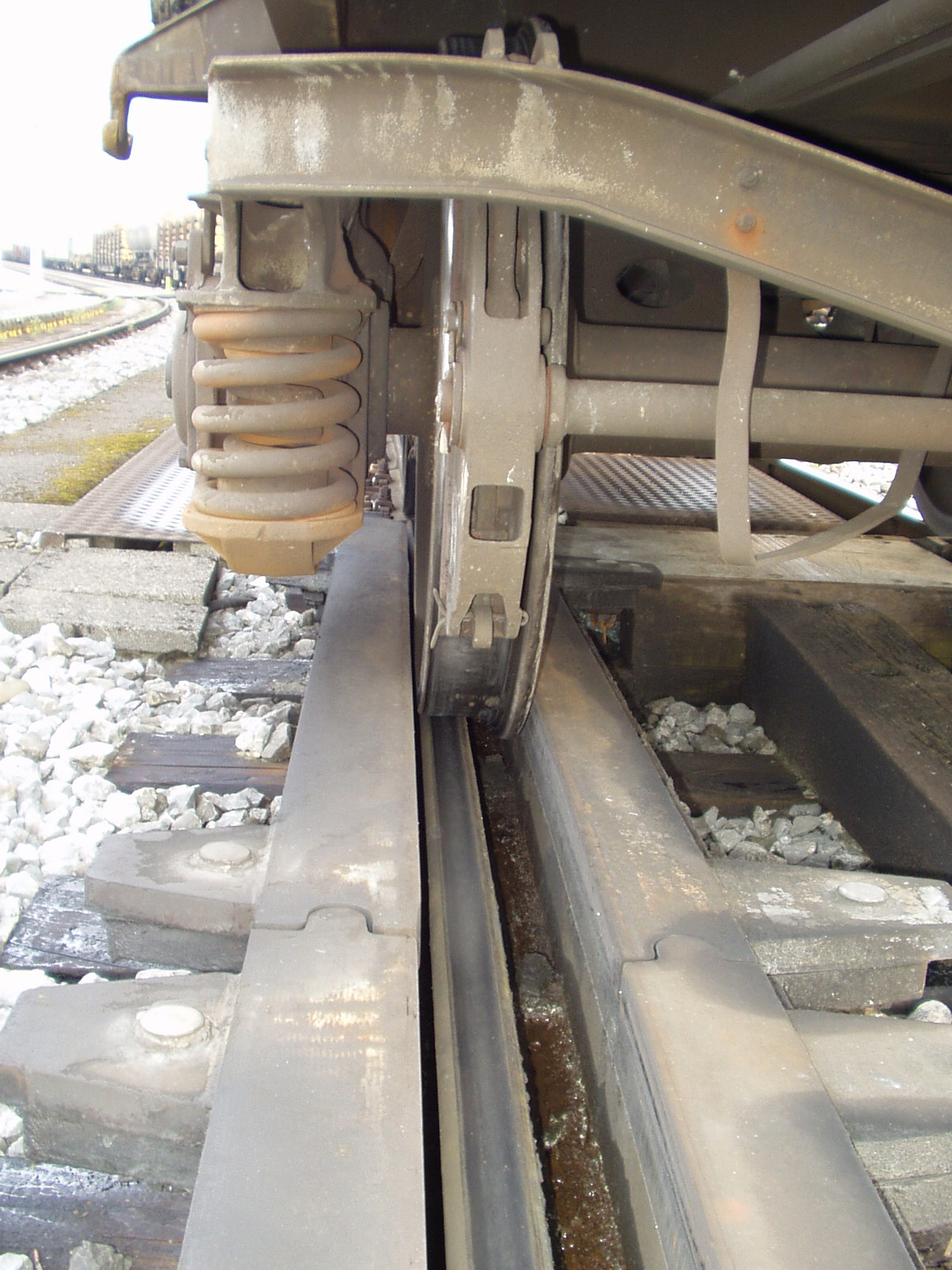
Roue dans un frein de voie
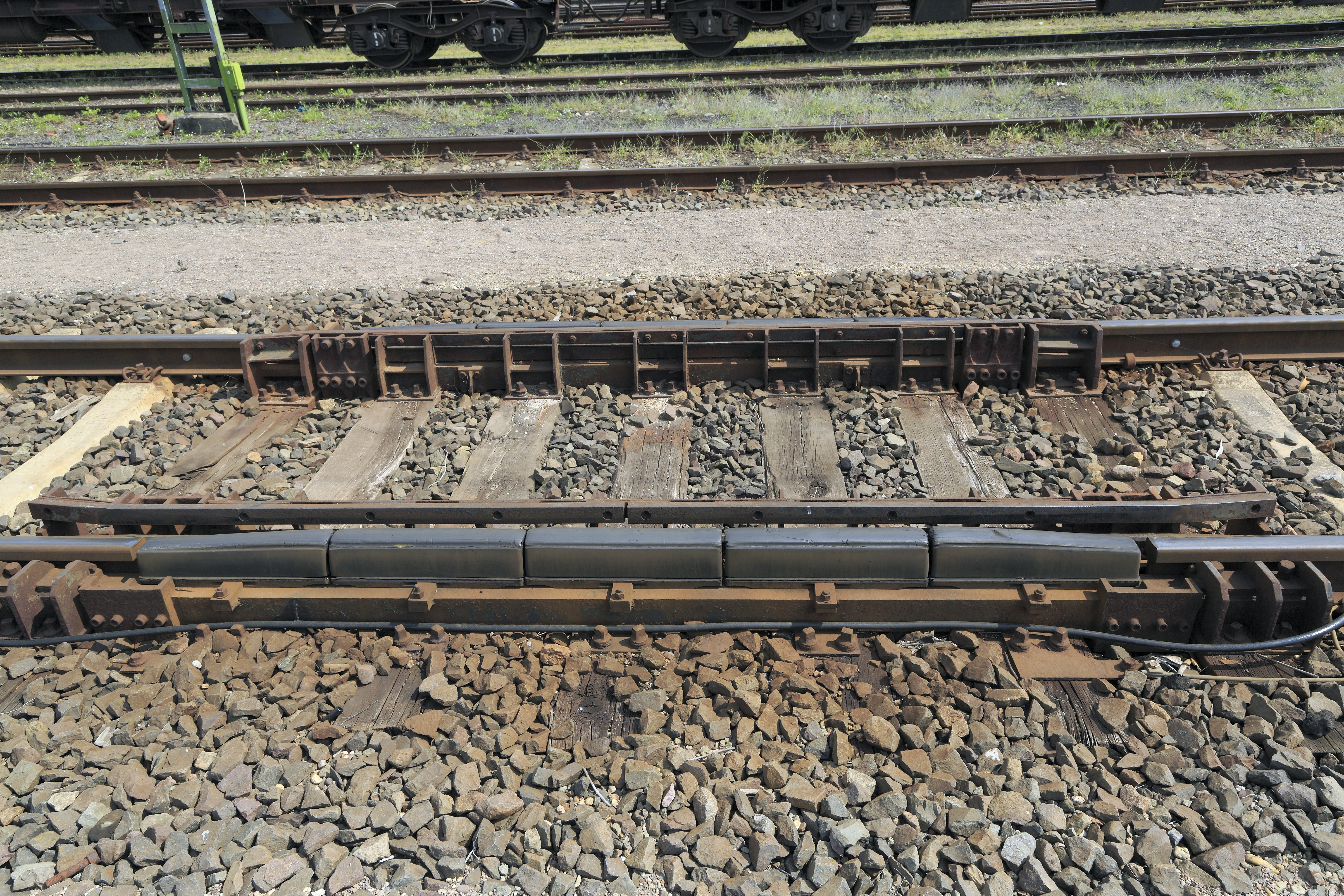
Frein de voie

## Histoire
Jusqu’au début du XXe siècle, les wagons des triages étaient freinés par des sabots posés sur le rail par les enrayeurs. Ce travail par tous les temps était pénible et dangereux. L’enrayeur estimait le moment et l’endroit où placer le sabot à l’arrivée d’un wagon roulant parfois à 30 kilomètres à l’heure. En période de pointe, l’enrayeur pouvait être amené à exercer sur plusieurs voies. 
George Dowty est l’inventeur d’un dispositif de frein de voies qui  commencent à être utilisés en Allemagne en 1918 et aux États-Unis en 1924.
Le remplacement progressif des enrayeurs par les freins de voies des années 1920 jusqu'au début des années 1970 a supprimé les accidents et réduit les avaries de matériel dues aux chocs.

### Présentation
Méthode du tir au but : ancien film SNCF de présentation